# Kunike
Kunike es un municipio (chiefdom) del distrito de Tonkolili en la provincia del Norte, Sierra Leona, con una población con una población censada en diciembre de 2015 de 74 415 habitantes.
Se encuentra ubicado en el centro del país, al este de la capital nacional, Freetown.